# Адунок

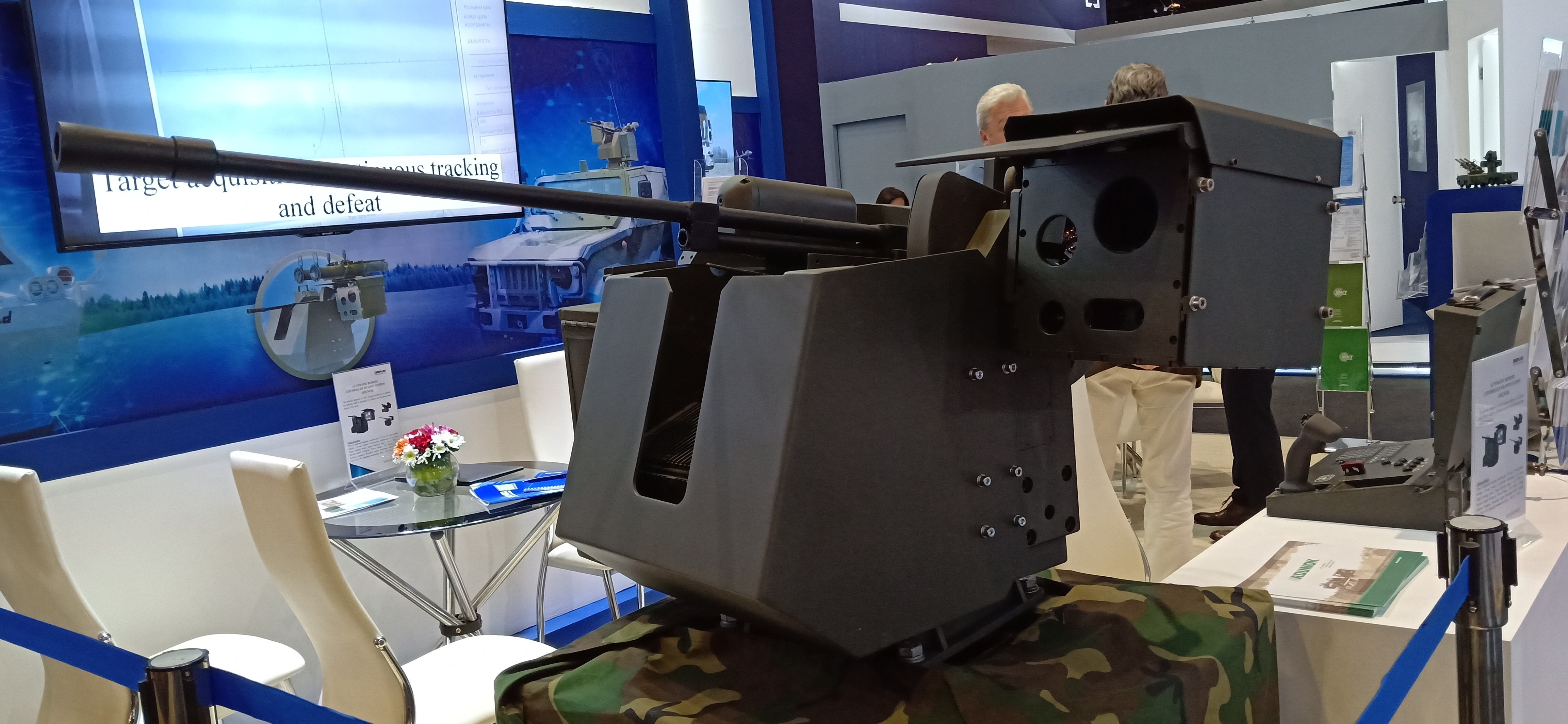
Дистанционный боевой модуль «Адунок» на Азиатской торговой выставки обороны и безопасности (ADAS) 2018 во Всемирном торговом центре в Маниле

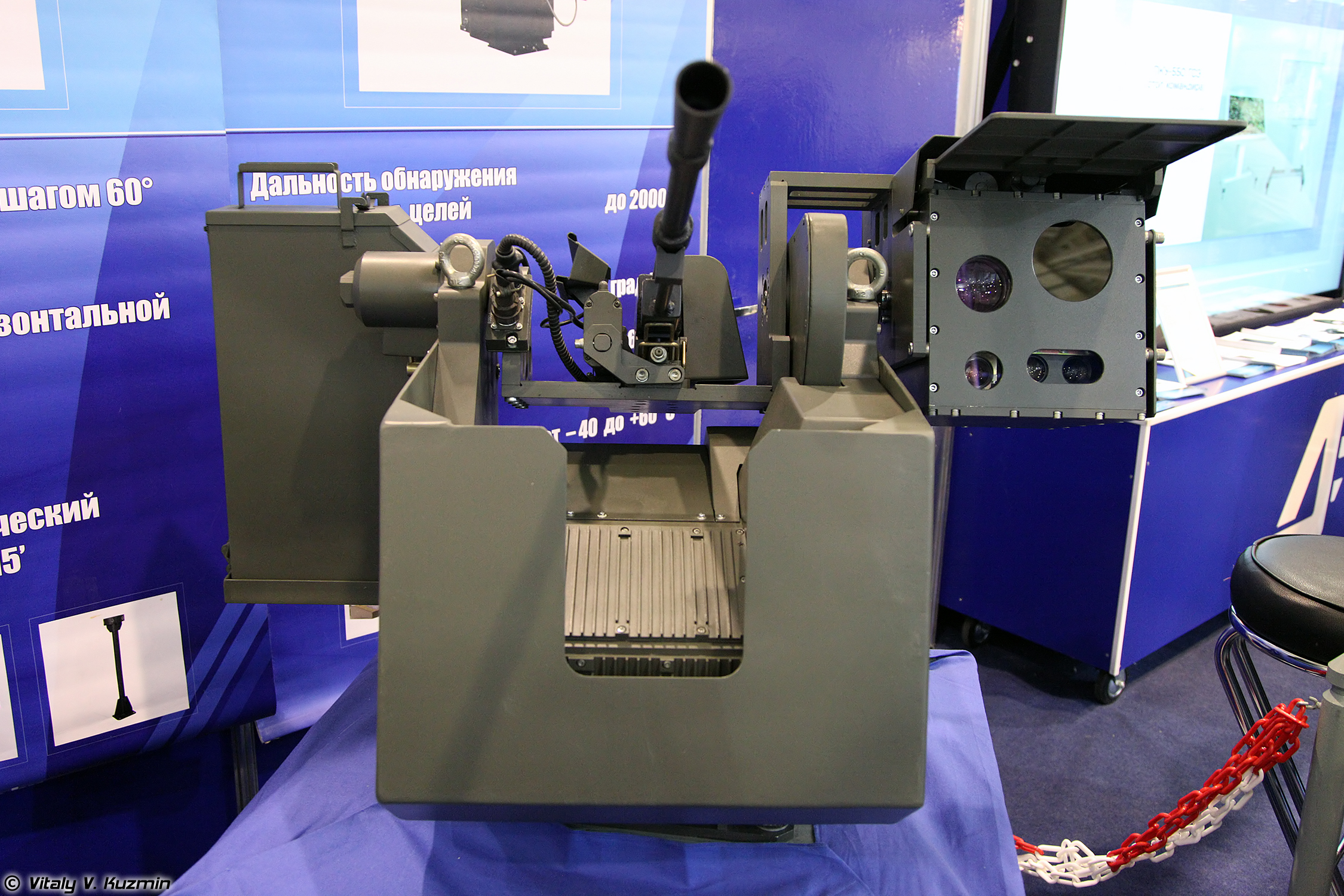
Автоматизированный дистанционно-управляемый наблюдательно-огневой комплекс Адунок

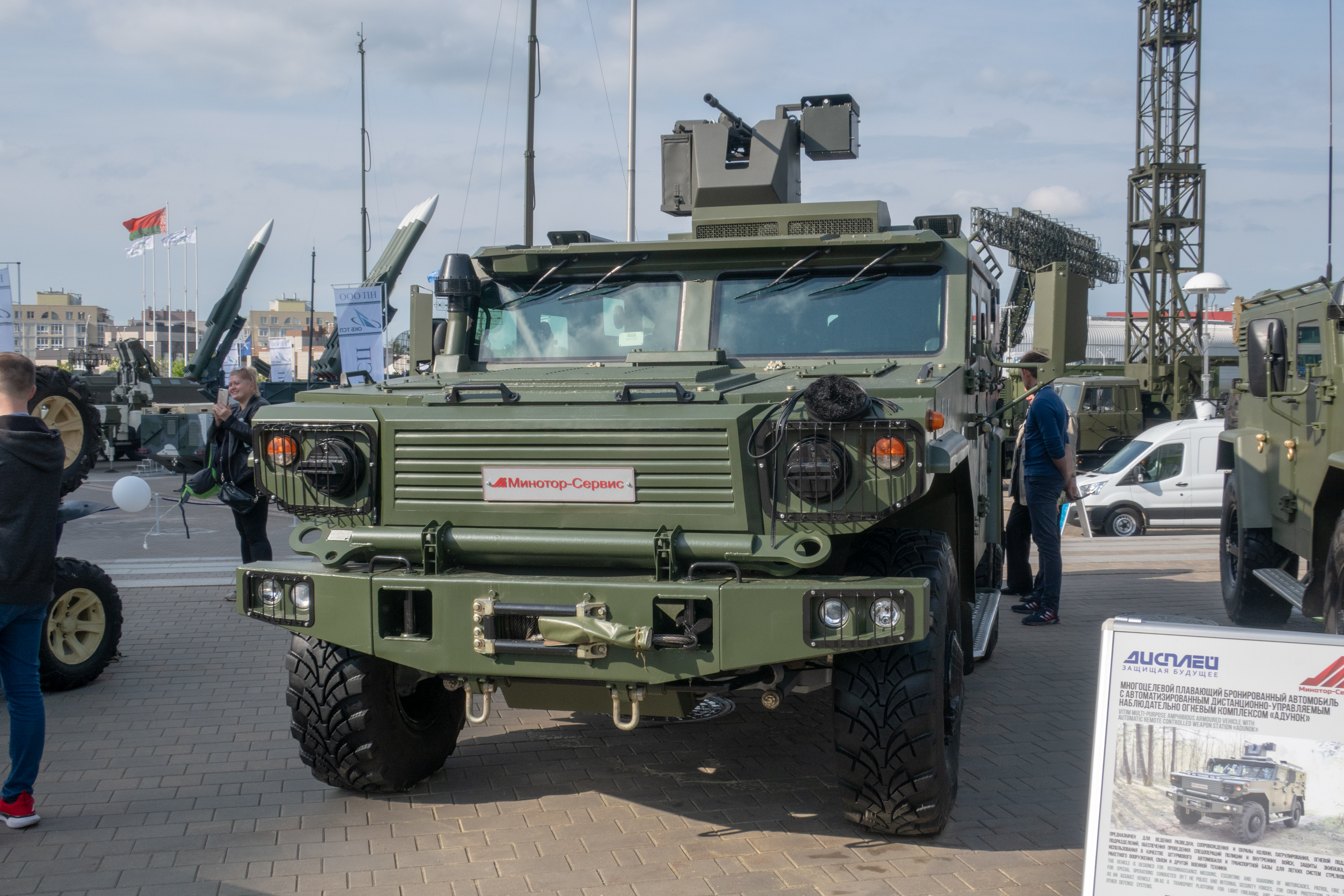
Многоцелевой плавающий бронированный автомобиль белорусского производства Витим 4x4 с боевым модулем "Адунок

Адунок — белорусский автоматизированный дистанционно-управляемый наблюдательно-огневой комплекс, разработки Витебского (КБ)ОАО «Конструкторское бюро «Дисплей». Представляет собой дистанционно управляемый модуль, оснащённый камерами широкого и узкого полей зрения, тепловизором и лазерным дальномером. Огневая составляющая может комплектоваться различными типами вооружения. Вся система смонтирована на поворотной платформе, обеспечивающей круговое наблюдение и поражение целей. Возможен монтаж комплекса на подвижных объектах.

## Назначение
Комплекс предназначен для дистанционного наблюдения и поражения легко бронированных целей (в зависимости от комплектации) и живой силы противника. Охраны государственной границы и других особо важных объектов. Предусмотрена возможность установки комплекса на бронированные и другие подвижные объекты, как сухопутные так и морские.

## Состав комплекса
В зависимости от задач, основным вооружением могут служить пулемёты ПКТ, НСВТ, «Корд» и станковый гранатомёт АГС-17М. Дополнительно могут быть установлены противотанковая граната РПГ-26 или РГШ-2. В целом, «Адунок» представляет собой узкоспециализированный стрелковый комплекс. Вооружение устанавливается на стабилизированную платформу, вращающуюся на 360°, максимальный угол возвышения — 60°.
Блок наблюдения и целеуказания способен обнаруживать цели на дальности 2000 м с использованием видеокамер и 100 м с использованием тепловизора. Реализовано автоматическое сопровождение цели, повышающее вероятность поражения цели в бою.

## Дальнейшее развитие комплекса

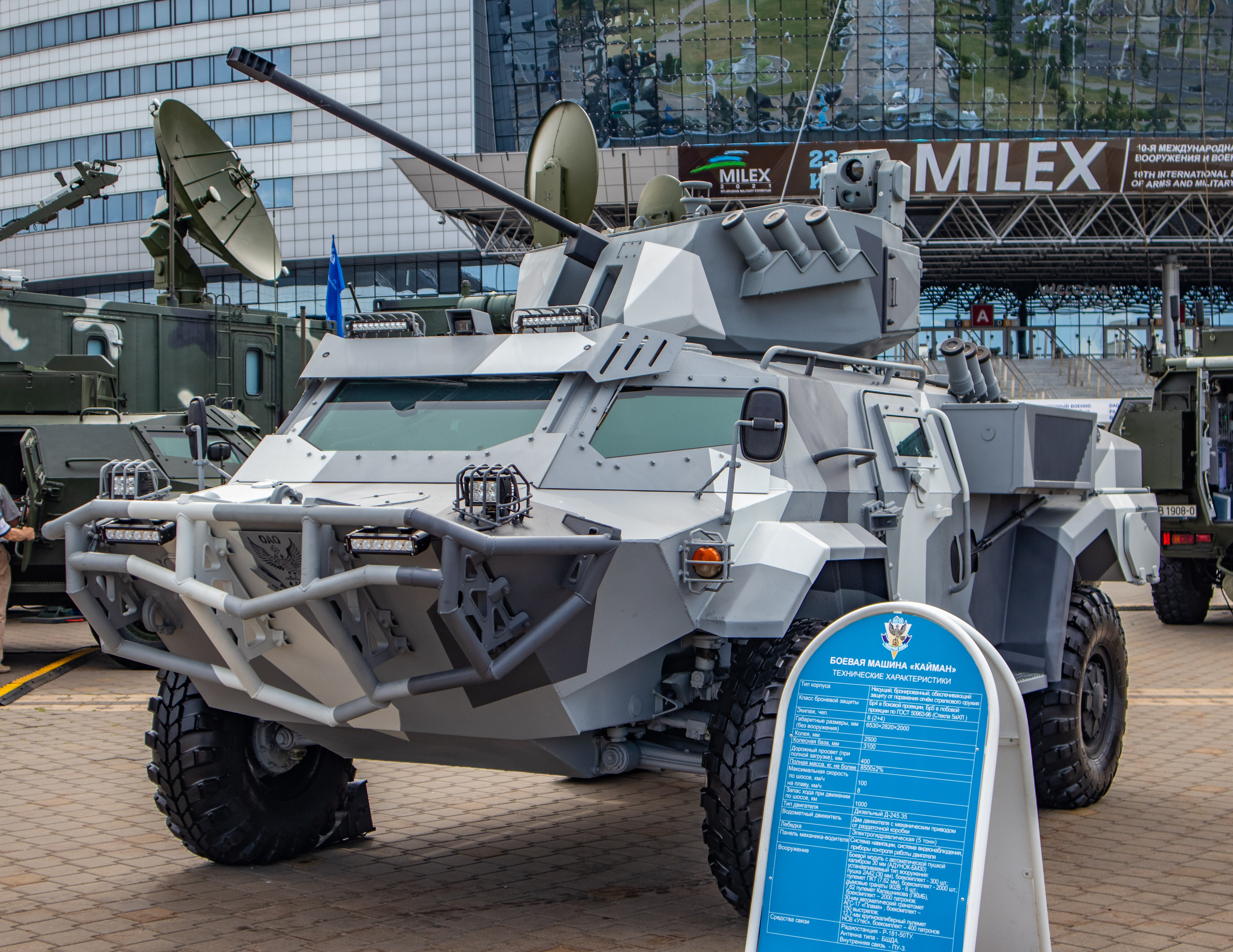
Боевая машина «Кайман» с боевым модулем «Адунок-БМ-30» и автоматической пушкой 30мм 2А42. Milex-2021.

Белорусский колёсный бронетранспортер Volat V2 оснащённый модулем Адунок-БМ-30. был представлен на международном военно-техническом форуме Армия 2021 проведённом в подмосковной Кубинке.

## Использование
- Адунок может быть установлен на белорусской бронированной разведывательно-дозорной машине Кайман[8]
- Колёсный бронетранспортер Volat V2 белорусского производства может быть оснащённым модулем Адунок-БМ-30.
- Белорусский бронеавтомобиль Витим.[9][неавторитетный источник]

## Эксплуатанты
- Беларусь
- Индонезия[10]